# Omari Kellyman
Omari Jamian Kellyman (Derby, Derbyshire, Inglaterra, 15 de septiembre de 2005) es un futbolista británico. Puede jugar de mediocentro ofensivo y extremo derecho,  su equipo actual es el Chelsea Football Club de la Premier League, máxima categoría del fútbol inglés.

## Trayectoria
Debutó como profesional el 31 de agosto de 2023 con Aston Villa, el entrenador Unai Emery lo colocó de titular y estuvo los 90 minutos en cancha para enfrentar a Hibernian en el partido de vuelta de clasificación a la Conference League 2023-24, brindó una asistencia y ganaron 3-0 en el Villa Park ante más de 39400 espectadores, su primer partido lo jugó con 17 años y el dorsal número 71.
El 1° de noviembre de 2023 se anunció una renovación de contrato. En su primera temporada con Aston Villa estuvo presente en 6 partidos, de los cuales la mitad fue a nivel internacional.
A mediados de 2024 fue fichado por Chelsea Football Club a cambio de 24 000 000 dólares, firmó contrato por 6 años. Debido a una lesión de rodilla no pudo estar a la orden en la primera mitad de la temporada.

## Selección nacional
Ha sido internacional con la selección de fútbol de Inglaterra sub-19, también ha representado a Irlanda del Norte en las categorías juveniles sub-17 y sub-18.

## Estadísticas
Actualizado al último partido citado el 19 de mayo de 2024.
| Club                          | Div.          | Temporada     | Liga  | Liga  | Liga   | Copas nacionales | Copas nacionales | Copas nacionales | Copas internacionales | Copas internacionales | Copas internacionales | Total | Total | Total  |
| Club                          | Div.          | Temporada     | Part. | Goles | Asist. | Part.            | Goles            | Asist.           | Part.                 | Goles                 | Asist.                | Part. | Goles | Asist. |
| ----------------------------- | ------------- | ------------- | ----- | ----- | ------ | ---------------- | ---------------- | ---------------- | --------------------- | --------------------- | --------------------- | ----- | ----- | ------ |
| Derby County F. C. Inglaterra | 2.ª           | 2021-22       | 0     | 0     | 0      | -                | -                | -                | —                     | —                     | —                     | 0     | 0     | 0      |
| Derby County F. C. Inglaterra | Total club    | Total club    | 0     | 0     | 0      | 0                | 0                | 0                | 0                     | 0                     | 0                     | 0     | 0     | 0      |
| Aston Villa F. C. Inglaterra  | 1.ª           | 2023-24       | 2     | 0     | 0      | 1                | 0                | 0                | 3                     | 0                     | 1                     | 6     | 0     | 1      |
| Aston Villa F. C. Inglaterra  | Total club    | Total club    | 2     | 0     | 0      | 1                | 0                | 0                | 3                     | 0                     | 1                     | 6     | 0     | 1      |
| Chelsea F. C. Inglaterra      | 1.ª           | 2024-25       | 0     | 0     | 0      | 0                | 0                | 0                | 0                     | 0                     | 0                     | 0     | 0     | 0      |
| Chelsea F. C. Inglaterra      | Total club    | Total club    | 0     | 0     | 0      | 0                | 0                | 0                | 0                     | 0                     | 0                     | 0     | 0     | 0      |
| Total carrera                 | Total carrera | Total carrera | 2     | 0     | 0      | 1                | 0                | 0                | 3                     | 0                     | 1                     | 6     | 0     | 1      |
| 1. 2.                         |               |               |       |       |        |                  |                  |                  |                       |                       |                       |       |       |        |